# 快速近似抗鋸齒
快速近似抗锯齿（英語：Fast Approximate Anti-Aliasing），由Nvidia員工Timothy Lottes開發的一種反鋸齒算法。
FXAA佔用很少的資源，便可得到良好的反鋸齒效果，因為它不是分析3D模型本身，而是分析像素。如果把右圖的FXAA圖形放大，會發現FXAA只是把影像模糊化，但以正常大小觀看，效果就跟四倍MSAA十分接近。《上古卷轴V：天际》是首款使用此技術的遊戲。
此技術雖然由NVIDIA員工開發，但AMD的繪圖卡也可以使用。由NVIDIA開發的TXAA（時間混疊反鋸齒）則只能在NVIDIA繪圖卡上使用。

## 好處
- 只需較低的運算效能，只平滑化呈鋸齒狀的邊緣。[3]即根據顯示器的像素去處理鋸齒，而非像傳統的抗鋸齒去分析3D模型本身。[1]
- 平滑化所有屏幕上的像素，包括alpha混合紋理，這些在MSAA是不會處理的。[4]

## 過程
- 找出圖像中的所有邊緣
- 平滑化邊緣